# Cylicia
Cylicia är ett släkte av koralldjur. Cylicia ingår i ordningen Scleractinia, klassen Anthozoa, fylumet nässeldjur och riket djur.
Släktet innehåller bara arten Cylicia inflata.